# 佐藤秀樹 (実業家)
佐藤 秀樹（さとう ひでき、1950年11月5日 - ）は、日本の経営者。セガ社長を務めた。

## 来歴・人物
北海道出身。1971年に東京都立工業短期大学を卒業し、同年にセガ・エンタープライゼス(現在のセガ)に入社。1989年9月に取締役に就任し、1994年6月に常務、2000年6月に専務を経て、同年11月に副社長に就任し、2001年3月には社長に昇格。2003年6月に会長に就任。